# Marius (film 1931)
Marius è un film del 1931 diretto da Alexander Korda. Tratto dalla commedia di Marcel Pagnol, è la prima parte della cosiddetta trilogia marsigliese, cui seguirà Fanny  diretto da Marc Allégret e César  la cui regia sarà firmata direttamente da Pagnol.

## Trama
Il porto di Marsiglia, la scena si restringe sulle piccole attività che ruotano intorno al Bar de la marine, il luogo dove si svolgeranno gran parte delle azioni che compongono la trama del film. Ora della siesta che vede Cesar sdraiato su una panca esterna del locale a schiacciare un pisolino mentre il figlio, Marius, è affaccendato in un modo che contrasta con l'atmosfera di quiete dell'esercizio e questa suo stato è sottolineato iconograficamente (siamo all'inizio del sonoro e permane un linguaggio che punta sulla mimica) dalle due sigarette che si porta addosso, quella in bocca che sta fumando e l'altra incastrata nell'orecchio come pronta ad essere accesa. Nello sguardo verso il porto che inizia proprio di fronte al bar il richiamo del mare e dell'avventura. La ragazza, Fanny, ha tra le mani un libro mentre svolge la sua attività di vendita di conchiglie davanti al locale, lo chiama mentre il ragazzo è incantato e assente. Il rapporto tra i due giovani è così introdotto e introduce a sua volta gli altri personaggi della storia. Il padre César, mentre cerca di tenere attaccato il figlio a quell'angolo di mondo e alla vita che scorre mettendo in scena umanità e situazioni quotidianamente cangianti pur nella stabilità, indica la bellezza e la gioventù di Fanny, che il giovane ama a modo suo, come la vera avventura che vale la pena vivere al fine di ricreare una nuova famiglia e gioia stabile. La madre e la zia di Fanny, Honorine e Claudine, che con esempi e regole, si muovono nella storia privilegiando la sicurezza e la costanza, ben rappresentati da Honoré Panisse, il corteggiatore fedele e attempato di della ragazza, focoso anche, come si vede in un alterco con Marius, che si scopre gelosissimo di Fanny dal momento che, su indicazione della madre, lei sembra accettare il matrimonio con Panisse. Inizialmente definito da Marius, ironicamente, «le père Panisse», egli lo affronta poi fino al limite di un duello vero e proprio dal momento che il giovane si ritrova al tavolino del suo bar, sorridenti e soddisfatti, i possibili futuri sposi. Nonostante l'attrazione esistente tra i due ragazzi la tonalità ambigua del film rimane la stessa. Nel finale Marius salpa su una delle navi lasciando Fanny innamorata e abbandonata. Ella, ritrovandosi con César, finge leggerezza e spensieratezza, non gli dice che Marius si è imbarcato e sviene. César urla forte e potente il nome di Marius chiedendo soccorso credendolo nei paraggi, ma il grido va verso verso l'inquadratura del bastimento che parte. 

## Produzione
Il film fu prodotto da Marcel Pagnol e dal produttore statunitense Robert Kane per Les Films Marcel Pagnol.
Venne a costare circa ottantamila dollari. Kane, per il film, avrebbe voluto un cast di attori famosi ma Korda, il regista, dopo aver visto lo spettacolo a teatro, decise invece di usare gli interpreti della versione teatrale.

## Distribuzione
Il film, interpretato da Raimu, Pierre Fresnay e Orane Demazis, fu un grande successo. In Francia venne distribuito da Les Film Paramount, uscendo in sala il 10 ottobre 1931, mentre negli Stati Uniti il film, distribuito dalla Paramount, non uscì che il 13 aprile 1933.
Variety e altre fondi indicano che il film venne tagliato di circa venti minuti per l'edizione destinata al mercato USA. Variety nota che i censori fecero 52 tagli.